# Dreifingerspitze
Die Dreifingerspitze (ladinisch Col Alc, italienisch Punta tre Dita) ist ein 2479 m s.l.m. hoher Gipfel in den Pragser Dolomiten. Sie liegt im Naturpark Fanes-Sennes-Prags südöstlich des Kronplatzes. Vom westlich liegenden, bekannteren und etwas höheren Piz da Peres (2507 m) ist sie durch die Dreifingerscharte getrennt. Die Dreifingerspitze zeigt von Norden, insbesondere vom Olanger Becken, ihre schroffe und zerklüftete Seite. Auf der Südseite des Berges gibt es vorwiegend mäßig steile Grashänge. Meist wird der Gipfel zusammen mit dem Piz da Peres erstiegen. Südöstlich des Gipfels, weniger als einen Kilometer entfernt, befindet sich der Hochalpsee (2252 m). 

## Anstiege
Der kürzeste Anstieg entspricht dem Anstieg zum Piz da Peres und führt vom Furkelsattel zunächst in südöstlicher Richtung mit wechselnder Steigung durch den Wald. Später zweigt in südlicher Richtung ein Weg ab, der zuletzt recht steil durch ein Schuttkar – die sogenannte Sante – zur Dreifingerscharte (2330 m) führt. Von der Dreifingerscharte erreicht man teils weglos, über mäßig geneigte Grashänge in nordöstlicher Richtung den Gipfel der Dreifingerspitze. Für diesen Anstieg sind etwa 2 Stunden zu veranschlagen.
Ein alternativer Anstieg führt vom Gasthaus Bad Bergfall (1320 m), wenige Kilometer südlich von Olang, über das Lapaduresjoch und den Südostrücken auf den Gipfel. Vor allem dieser Anstieg wird im Winter auch als Skitour begangen, eine weitere Alternative bietet sich von St. Vigil durch das südlich des Gipfels liegende Foscheduratal.